# カール・マイケルズ
カール・マイケルズ（Carl　Michaels　1981年5月21日）はアメリカ合衆国出身の野球選手。
ポジションは投手。右投右打。

## 来歴
2002年までミルウォーキー・ブルワーズAA級ハンツビル・スターズ
で主にリリーフ投手としてプレー、速球を武器とした本格派投手として高い三振率を記録していた。
現在はドイツを経て南アフリカ共和国の強豪クラブ、アスローン・アスレチックスでプレーしている。
2006年のWBCでは南アフリカ代表に選出され、2試合に先発した。
初戦のカナダ戦では2イニングを無失点と好投するも、アメリカ戦では序盤にデレク・リー、アレックス・ロドリゲスに本塁打を浴び、敗戦投手となってしまった。